# Rio Nilo (Sudão)
Rio Nilo (Nahr an-Nil em árabe) é um  estado do Sudão. Tem uma área de 122.123 km² e uma população de aproximadamente 1.026.000 habitantes (estimativa de 2007). A cidade de Ad-Damir é a capital do estado.

## Distritos
O estado do Rio Nilo tem seis distritos:
|  | 1. Abu Hamad 2. Barbar 3. Ad Damir 4. Atbara 5. Shendi 6. Al Matammah |